# Demonax brevefasciatus
Demonax brevefasciatus là một loài bọ cánh cứng trong họ Cerambycidae.